# Romanus & Selling
Romanus & Selling är ett svenskt bokförlag med fokus på skönlitteratur – romaner och spänning – samt fackböcker med feministisk inriktning. Förlaget ingår som en verksamhet inom Bonnierförlagen. 
Förlaget startades 2019 av förläggarna Susanna Romanus och Åsa Selling, båda med lång erfarenhet från förlagsbranschen.